# I. Béla Gimnázium
Az I. Béla Gimnázium (teljes nevén Szekszárdi I. Béla Gimnázium, Kollégium és Általános Iskola) egyike Szekszárd középiskoláinak.

## Történet
1967-ben a Garay János Gimnáziumból átköltöztetett 7 osztály birtokba vette az újonnan felépült épületet, amely a Tolna megyei Építőipari Vállalat kivitelezésében Erdélyi Zoltán Ybl-díjas építész tervei alapján készült. 1970-ben az intézmény felvette a Rózsa Ferenc Szakközépiskola nevet. Az iskolaépületben ekkor egy műhelyterem volt, az igényeknek megfelelő tanműhelyt 1972-ben adták át. A képzési irányokat a következő években megváltoztatták:: szőlész-borász, elektroműszerész, mechanikai-műszerész, finommechanikai műszerész, gépész. Az 1985/86-os tanévben a nagy létszámú korosztályt az iskola nem tudta volna elhelyezni, ezért három új tanterem került kialakításra. Az iskola neve 1991-ben Rózsa Ferenc Szakközépiskoláról Műszaki Szakközépiskola és Technikumra változott. Az iskola 1993-ban fel vette I. Béla, a szekszárdi apátság alapítójának nevét. Ebben az évben készült el az iskola új zászlója, melyet Schubert Péter grafikusművész tervezett. A hímzést Németh Pálné népi iparművész és Hutai Kázmérné hímzőasszonyok készítették. Ekkor került I. Béla domborműve a bejárati tér falára, melyet Szatmári Juhos László szobrászművész készített. 2004 decemberében megrendezték az első Általános és Középiskolások Neumann János Nemzetközi Programtermék Versenyét. 2008/2009-es tanévben az intézmény az integráció során új nevet kapott: I. Béla Gimnázium, Informatikai Szakközépiskola, Általános Iskola és Óvoda. 2008 szeptemberében pályázati úton az Oktatási és Kulturális Minisztériumtól az iskola elnyerte a „Tehetséggondozó Középiskola” címet.

## Külső hivatkozások
- https://web.archive.org/web/20160304131810/http://www.ibela.hu/iskolatoertenet